# Perry (Ohio)
Perry ist ein Village im Lake County im US-Bundesstaat Ohio. Zum Zeitpunkt der Volkszählung im Jahr 2020 hatte die Gemeinde 1.602 Einwohner.

## Geographie und Verkehr
Lake County, im äußersten Nordosten Ohios gelegen, ist das kleinste County der Vereinigten Staaten. Perry liegt in diesem County wenige Meilen landeinwärts des Eriesees zwischen den Städten Madison und Painesville.
Perry liegt in der Nähe der beiden wichtigen Straßenverbindungen Interstate 90 und der Ohio State Route 2.

## Geschichte
Der Ort wurde nach Oliver Hazard Perry benannt, um seinem Sieg über die britische Flotte in der Schlacht auf dem Eriesee im September 1813 zu gedenken. Der Kampf war ein Wendepunkt des Krieges von 1812.
Der erste Siedler im Gebiet von Perry war Ezra Beebe, der wahrscheinlich schon vor 1810 eine Blockhütte in der Nähe des Grand River gebaut hatte. Beebe starb 1813 und wurde auf dem Friedhof begraben, der an der heutigen Center Road liegt.
Schon im Jahre 1815 wurde der Schulbetrieb in einem kleinen Blockhaus aufgenommen, das im Sommer dieses Jahres an der heutigen South Ridge Road errichtet worden war. Adolphus Mason war der erste Lehrer hier, er unterrichtete ungefähr ein Dutzend Schüler, die teilweise mehrere Meilen hierher zu gehen hatten. Das Schulhaus war gleichzeitig ein Versammlungsort und Gebetsstunden wurden hier abgehalten.

## Wirtschaft
Perry ist bekannt durch die Perry Nuclear Power Plant, Standort eines der größten Siedewasserreaktoren in den USA.

## Bildung und Gesundheit
Der Perry Local School District umfasst die Perry High School, die Perry Middle School und die Perry Elementary School, die auf einem neuen Campus mit einer Fläche von rund 40 Hektar untergebracht sind, der auch über ein Sport- und Fitnesszentrum verfügt. Der Perry Local School District und das Lake Hospital System arbeiten bezüglich der Nutzung des Fitness-Centers als Community Health and Wellness Center zusammen. Seit dem Spätherbst 2008 hat das Lake Hospital hier ein Vorsorge- und Diagnosezentrum eingerichtet und bietet Physikalische Therapie an.

## Kultur
Aus Perry stammt u. a. die Alternative-Rock-Band The Suede Brothers.